# Cryosophila cookii
Cryosophila cookii é uma espécie de angiospermas da família Arecaceae.
Apenas pode ser encontrada na Costa Rica.
Está ameaçada por perda de habitat.